# Hippeastrum correiense
Hippeastrum correiense är en amaryllisväxtart som först beskrevs av Bury, och fick sitt nu gällande namn av Arthington Worsley. Hippeastrum correiense ingår i släktet amaryllisar, och familjen amaryllisväxter. Inga underarter finns listade i Catalogue of Life.